# Kenny Roberts
Pour les articles homonymes, voir Roberts et Kenny Roberts (homonymie).
Kenny Roberts, né le 31 décembre 1951 à Modesto en Californie, est un pilote de vitesse moto. Il fut le premier américain à remporter le championnat du monde de vitesse moto en catégorie 500 cm3.

## Carrière sportive

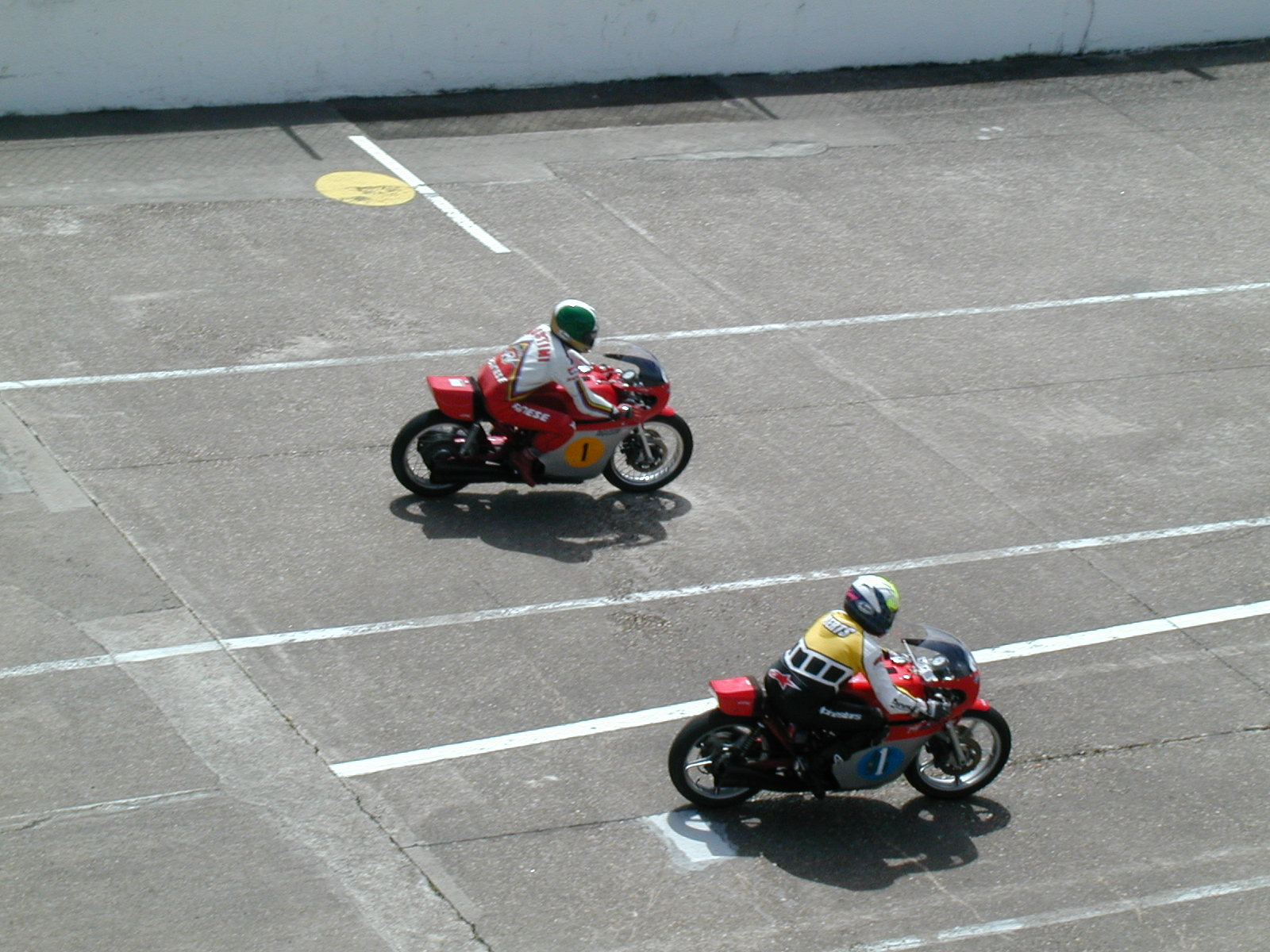
Kenny Roberts et Giacomo Agostini, tous deux sur MV Agusta, à Linas-Montlhéry, en 2002, pour les Coupes Moto Légendes

Né à Modesto en Californie, il se fait un nom dans le monde de la moto sur les pistes américaines de « dirt racing ». Il remporte deux « AMA Grand National Championship », compétition qui se déroule sur différents types de courses : mile, half-mile, short track, Tourist Trophy et piste. Il figure parmi les quatre seuls pilotes à avoir réalisé le grand chelem AMA. Durant cette carrière sur les circuits américains, ses victoires les plus prestigieuses ont lieu à Daytona 200, course qu'il remporte à trois reprises. Il est également connu aux États-Unis pour avoir remporté le Indy Mile National, course de dirt track, sur une Yamaha TZ 750 4 cylindres deux temps dont la puissance est inadaptée à ce genre de piste, Yamaha voulant ainsi combler un manque de puissance de moto XS650 face à son concurrent Harley-Davidson. Finalement Roberts devance ses deux adversaires pilotant des Harley lors du dernier tour. Après la course, Roberts déclara : « They don't pay me enough to ride that thing. » 
En 1978, Yamaha étant incapable de lui fournir une moto pour le AMA Championship, il rejoint les Championnats du monde de vitesse, dont la majorité des courses se déroulent sur le circuit européen, ce qui a pour conséquence qu'il est méconnu ou mésestimé sur le continent américain et un peu délaissé par les pilotes issus de celui-ci.
Malgré la méconnaissance des circuits européens, il surprend les spécialistes : dès son premier grand prix, il remporte la course en 250 cm3, catégorie dans laquelle il remporte deux victoires et termine à la quatrième place à l'issue de la saison, tout en n'ayant disputé que quatre courses. Surnommé King Kenny ou aussi le « Nain Jaune » (en raison de sa taille et de la couleur de sa combinaison), il court principalement dans la compétition reine des 500 cm3 où il remporte, au guidon de sa Yamaha jaune et noire (couleurs officielles de Yamaha USA), quatre courses et termine champion du monde.
Les deux années suivantes, il continue sa domination dans la compétition reine en remportant deux nouveaux titres consécutifs de champion du monde, agrémenté de 5 puis trois nouvelles victoires en grand prix.
Les saisons suivantes, il termine à la troisième place puis la quatrième place du championnat du monde, remportant quatre nouveaux grand prix. La saison 1983 est l'une des saisons les plus spectaculaires de l'histoire du championnat du monde : le titre se dispute entre Roberts et Freddy Spencer, pilote Honda. Le départ des courses étant donné "à la poussette", il est handicapé par le démarrage parfois capricieux de sa Yamaha V4 2 temps à distributeurs rotatifs (notamment au GP de Yougoslavie) face à la NS500 3 cylindres à clapets de Spencer qui démarre invariablement après 2 mètres de poussette. Ils remportent néanmoins tous deux six victoires dans un championnat composé de douze grands prix. Finalement c'est Spencer qui remporte le titre avec deux points d'avance.
Roberts quitte le monde du championnat du monde à l'issue de cette dernière saison sur une dernière victoire lors du grand prix de Saint-Marin. Il reste un pilote légendaire de l'histoire des GP moto.

### Sécurité
Kenny Roberts a été un des grands artisans de la prise de conscience des problèmes de sécurité dans le monde des grands prix. Avant son action, il arrivait que la piste soit traversée par des rails de chemin de fer. Cela traduit dans les faits par le boycott du Grand prix de Belgique en 1979. Les pilotes envisagent même de fonder leur propre compétition, World Series. Cela oblige la Fédération internationale de motocyclisme (FIM) à changer son attitude envers les pilotes : amélioration des conditions de sécurité, améliorations des primes...

### Technique
Kenny Roberts a introduit un nouveau style de pilotage, basé sur la glisse, à l'instar des courses sur herbe ou terre battue. Sa maîtrise de la glisse est due à ses années en championnat AMA de dirt-track. Il n'a pas été le premier à déhancher considérablement, mais il en a fait une technique efficace en combinant déhanchement et glisse. Il rentre dans les virages très fort, et contrôle la moto à l'aide de l'accélérateur, en mettant notamment la roue arrière en glissade.

## Post-carrière
Après sa carrière de pilote, il entame une carrière de « team manager » : il dirige Eddie Lawson, Wayne Rainey, Luca Cadalora et remporte quatre championnats du monde en tant que team-manager, trois en 500 cm3 avec Wayne Rainey et un en 250 avec John Kocinski.
Il se lance alors dans un nouveau défi : il quitte Yamaha pour fonder sa propre écurie, Team Roberts. Il se lance dans un partenariat avec le manufacturier Malaisien Modenas. Le Français Jean-Michel Bayle participe à la mise au point de la Modenas KR-3 qui participe ensuite au championnat du monde. Le fils de Kenny Roberts, Kenny Roberts Jr pilote dans la team de son père en 1998 avant de passer ensuite chez Suzuki.

## Vie privée
Roberts a deux fils, Kenny et Kurtis. Kenny est lui-même devenu champion du monde de 500 cm3 en 2000. Kurtis est également pilote de moto et court sur les circuits américains.

## Palmarès
- Champion du monde de vitesse 500 cm3 en 1978, 1979 et 1980
- 3e du championnat du monde 1981, 4e en 1982, 2e en 1983
- 22 victoires en 500 cm3, 2 en 250 cm3

### Résultats en grand prix
| Année | Catégorie | Team   | 1       | 2       | 3       | 4       | 5       | 6       | 7       | 8       | 9       | 10      | 11      | 12      | 13      | Points | Classement | Victoire |
| ----- | --------- | ------ | ------- | ------- | ------- | ------- | ------- | ------- | ------- | ------- | ------- | ------- | ------- | ------- | ------- | ------ | ---------- | -------- |
| 1974  | 250 cm3   | Yamaha | GER DNS | ITA DNS | IOM DNS | NED 3   | BEL DNS | SWE DNS | FIN DNS | CZE DNS | YUG DNS | ESP DNS |         |         |         | 10     | 19e        | 0        |
| 1978  | 250 cm3   | Yamaha | VEN 1   | ESP 2   |         | FRA 2   | ITA DNS | NED 1   | BEL DNS | SWE DNS | FIN DNS | GBR DNS | GER DNS | CZE DNS | YUG DNS | 54     | 4e         | 2        |
| 1978  | 500 cm3   | Yamaha | VEN DNS | ESP 2   | AUT 1   | FRA 1   | ITA 1   | NED 2   | BEL 2   | SWE 7   | FIN DNF | GBR 1   | GER 3   |         |         | 110    | 1er        | 4        |
| 1979  | 500 cm3   | Yamaha | VEN DNS | AUT 1   | GER 2   | ITA 1   | ESP 1   | YUG 1   | NED 8   | BEL DNS | SWE 4   | FIN 6   | GBR 1   | FRA 3   |         | 113    | 1er        | 5        |
| 1980  | 500 cm3   | Yamaha | ITA 1   | ESP 1   | FRA 1   | NED DNF | BEL 3   | FIN 2   | GBR 2   | GER 4   |         |         |         |         |         | 87     | 1er        | 3        |
| 1981  | 500 cm3   | Yamaha | AUT DNF | GER 1   | ITA 1   | FRA 5   | YUG 3   | NED DNS | BEL 2   | SM DNS  | GBR 2   | FIN 7   | SWE DNF |         |         | 74     | 3e         | 2        |
| 1982  | 500 cm3   | Yamaha | ARG 1   | AUT 3   | FRA DNS | ESP 1   | ITA 4   | NED 2   | BEL 4   | YUG DNS | GBR DNS | SWE DNS | SM DNS  | GER DNS |         | 68     | 4e         | 2        |
| 1983  | 500 cm3   | Yamaha | SAF 2   | FRA 4   | ITA DNF | GER 1   | ESP 2   | AUT 1   | YUG 4   | NED 1   | BEL 1   | GBR 1   | SWE 2   | SM 1    |         | 142    | 2e         | 6        |

## Distinctions
- introduit au Motorsports Hall of Fame of America en 1990[4]
- introduit à l'International Motorsports Hall of Fame en 1992[5]
- introduit au AMA Motorcycle Hall of Fame en 1998[6]
- La FIM le nomma Grand Prix "Legend" en 2000[7]

## Annexe

### Sources
- (en) Biographie sur le site du Motocycle Hall Of Fame

- Ressources relatives au sport :   - MotoGP
  - Munzinger
- Notices d'autorité :   - BnF (données)